# Vrpolje
 Ovo je glavno značenje pojma Vrpolje. Za druga značenja pogledajte Vrpolje (razdvojba).
Vrpolje je općina u Hrvatskoj, u Brodsko-posavskoj županiji.

## Stanovništvo
Prema popisu stanovništva iz 2001. godine u općini Vrpolje živjelo je 4023 stanovnika.
Raspoređeno u tri naselja:
- Vrpolje 2110
- Čajkovci 735
- Stari Perkovci 1178

### Etnički sastav
- Hrvati 3978
- Srbi 12
- Albanci 3
- Ukrajinci 2
- Mađari 2
- Romi 2
- ostali, nepoznato 24

| broj stanovnika | 2681  | 2769  | 2481  | 3063  | 3070  | 3314  | 3101  | 3455  | 3687  | 3994  | 4357  | 4279  | 4089  | 3958  | 4023  | 3521  | 2818  |
|                 | 1857. | 1869. | 1880. | 1890. | 1900. | 1910. | 1921. | 1931. | 1948. | 1953. | 1961. | 1971. | 1981. | 1991. | 2001. | 2011. | 2021. |

| broj stanovnika | 1113  | 1150  | 1075  | 1305  | 1335  | 1454  | 1384  | 1591  | 1740  | 1894  | 2199  | 2226  | 2094  | 2113  | 2110  | 1759  | 1396  |
|                 | 1857. | 1869. | 1880. | 1890. | 1900. | 1910. | 1921. | 1931. | 1948. | 1953. | 1961. | 1971. | 1981. | 1991. | 2001. | 2011. | 2021. |

## Povijest
Prvi puta naziv Vrpolje susrećemo oko 1500. godine na karti Slavonije u djelu prof. Stjepana Pavičića "Podrijetlo naselja i govora u Slavoniji" iz 1953. godine. Ovaj dio Slavonije se spominje već 1239. godine. kada je herceg Koloman bosanskim biskupima darovao veliki posjed u Slavoniji, na kome će nastati naselje Vrpolje. U početku bosanski su biskupi ovim posjedom upravljai iz Bosne, ali su se kasnije povukli u Đakovo. Njihovim dolaskom došlo je mnoštvo Hrvata katolika koji su se naseljavali na vlastelinstvu. Za pretpostaviti je da se tada naseljava i nekolicina stanovnika današnjeg Vrpolja. Doseljavanje se naročito povećalo nadiranjem Turaka u Bosnu. Poslije pada Bosne 1463. godine pod tursku vlast, u ove krajeve doseljava stanovništvo čitavih župa pod vodstvom svećenika.
Pod tursku vlast je Vrpolje potpalo 1538.god. i ostalo do 1699.god. Tijekom turske vladavine brojne hrvatske obitelji prelaze na islam koristeći njegove povlastice. Najpoznatiji beg koji je živio u Vrpolju je Hasan - beg. Za vrijeme Turaka selo pripada župi u Dragotinu. Izgonom Turaka Slavonija ostaje pusta. Prvi popis pučanstva u Slavoniji, nakon odlaska Turaka, u kojem se spominje i selo Vrpolje, bio je 1698.god. U Vrpolju je prema njemu bilo osam rodova s kućom i zemljom i dva stanara. Prvi opis Vrpolja je ostao u izvornom rukopisu đakovačkog biskupa Petra Bakića od 1717. godine. Vrpolje je izdvojeno iz biskupijskog vlastelinstva 1745. Priključeno je Vojnoj krajini zajedno s Čajkovcima, Strizivojnom, Starim Perkovcima, Donjim Andrijevcima, Topoljem i Mikanovcima.
Najstarije zgrade u Općini su: župna crkva, župni dom u Vrpolju, općinska zgrada i mlin. Župa u Vrpolju je osnovana 1660. godine, a gradnja crkve Sv. Ivana Krstitelja je započela 1772. godine, završena 1774. Dom župe je sagrađen po nacrtu župnika Josipa Walingera 1901. godine.
Obilazeći sela 1817. godine, Vrpoljem je prošao car Franjo I s caricom Karolinom, a 23. listopada zadržao se u Vrpolju. O tom posjetu danas svjedoči spomen-ploča na pročelju župnog dvora. Videći loše puteve naredio je da se sagradi cesta od Broda do Osijeka idući preko Vrpolja. Tako je 1832. god. Vrpolje dobilo zidanu cestu. Izgradnja je trajala do 1864. godine.
Vrpolje je imalo oko 920 stanovnika 1876. godine i zajedno s Čajkovcima pripadalo je upravnom kotaru u Garčinu.
Razvojačenjem Vojne krajine Hrvatska je podijeljena na županije i kotarske vlasti. Kotarska oblast Đakovo je bila sastavljena od općina, a jednu su činila sela: Vrpolje, Strizivojna i Čajkovci.
Bivša općinska zgrada u Vrpolju je sagrađena za vrijeme Vojne krajine. Zgrada mlina, zvana "ROSA" sagrađena je oko 1880. godine.
Ono što je Vrpolje učinilo i čini poznatim je rođenje Ivana Meštrovića 15. kolovoza 1883. Kršten je u župnoj crkvi. U to vrijeme je građena željeznička pruga Vrpolje-Šamac. U čast velikana kiparske umjetnosti, naporima mještana je podignuta (zgrada kulture) - Spomen galerija Ivana Meštrovića. Otvorena je 3. lipnja 1972. U Galeriji je izloženo četrdesetak djela velikog umjetnika. U župnoj se crkvi nalazi krstionica i Meštrovićev brončani kip Ivana Krstitelja. Ispred prostora je park sa skulpturama Meštrovića "Majka i dijete" i njegovih učenika Frana Kršića "Meštrović pri radu" i Vanje Radauša "Glava Šokice". Uz župni dvor, u parku se nalazi Zdravstvena stanica i Vatrogasni dom.
Osnovna škola u Vrpolju nosi njegovo ime od 1964. god. Prva škola u Vrpolju je osnovana za vladanja Marije Terezije 1776. Bila je to trivijalna škola. Godine 1796. prekida rad. Rad škole je obnovljen 1830. i traje do danas. "Stara" škola je izgrađena 1876. godine i bila je u funkciji do 1980. godine. Današnja nova zgrada škole sa športskom dvoranom je sagrađena i otvorena 1980. godine. Tijekom ljeta 2002. godine srušena je tzv. "stara škola". Škola danas pokriva općinsko područje sva tri naselja kao osmogodišnja. U područnim školama Čajkovci i Perkovci nastava se odvija do četvrtog razreda u zasebnim objektima. U školi se obrazuje oko 540 učenika.
Kulturna djelatnost u općini se odvija kroz rad djelatnost Hrvatske čitaonice, koja se nalazi u centru Vrpolja. Osnovana je 1893. godine i u njoj se nalazi oko 3000 knjiga.
Od 1969. godine do početka osamdesetih u Vrpolju se održavala prestižna gitarijada neafirmiranih rock sastava.

### ČAJKOVCI
Prof. Stjepan Pavičić u svojoj knjizi "Podrijetlo naselja i govora u Slavoniji" na karti naselja u Slavoniji oko 1500. godine spominje i selo Čajkovci i to je, koliko je poznato, za sada najstariji podatak o Čajkovcima.
Turci 1536. osvojiše Slavoniju i zadržaše se sve do listopada 1687. Što znamo o povijesti Čajkovaca doznajemo iz knjiga naših povjesničara. Za vrijeme Turaka Čajkovci su pripadali dragotinskoj župi kojoj su pripadala sljedeća naselja: Donji Andrijevci, Markovci, Njinjakovci, Svršinci, Lapovci, Hrkanovci, Trnava, Svetoblažje, Lazanci, Kondrić, Staro selo, Perkovci, Čajkovci, Vrpolje, Radinovci i Strizivojna. U njima je bilo 1680.godine oko 250 starosjedilačkih rodova.
1687.g. Turci napuštaju Slavoniju, pa i Čajkovce, a s njima i mnoštvo ljudi koji su do tada prešli na islam. Gospodar Čajkovaca tada je bio Hadži Bašić. Prof. Ivo Mažuran napisao je knjigu "Opis zapadne i srednje Slavonije". U toj knjizi nalazimo opis sela Čajkovaca u 1702. godini. U tome opisu navedena su tadašnja imena i prezimena stanovnika sela i to: Toma Perčević, Filip Novoselović, Toma Crndić, Franjo Babić, Ivan Jakobović.
Neki važniji datumi iz povijesti Čajkovaca 1660. – 2009.
1660.g. Iz knjige Stjepana Pavičića "Podrijetlo hrvatskih naselja i govora u Slavoniji" doznajemo da su Čajkovci tada pripadali Dragotinskoj župi.
1698.g. Iz knjige "Opisi zapadne i srednje Slavonije" doznajemo tadašnja imena i prezimena Čajkovaca.
1811.g. Sagrađena je Crkva sv. Matije apostola, a posvećena je 5. siječnja 1912.
1831.g. Utemeljena je škola u Čajkovcima, kojoj je početak bio u seoskoj straži.
1909.g. U proljeće započeta gradnja sadašnje škole sa stanom za učitelja. U prosincu iste godine održala se prva obuka u novoj zgradi.
1947.g. Osnovan NK "Mladost" Čajkovci
1952.g. U produžetku bivše seoske straže izgrađen je Društveni dom
1958.g. Osnovano Dobrovoljno vatrogasno društvo Čajkovci
1961.g. 2. rujna puštena je električna struja u Čajkovcima i time električne žarulje zamjenjuju dotadašnje petrolejke. 25. prosinca Čajkovčani su gledali prvu TV emisiju.
1968.g. Sagrađeno je spremište DVD-a i održana proslava 10. obljetnice. Početak modernizacije sela.
1986.g. Stavljeni temelji mrtvačnice i početak uređenja groblja.
1988.g. Stavljen krov na mrtvačnicu, sagrađena kapelica, prošireno parkiralište za automobile.
1989.g. U travnju su dobili telefonsku mrežu, i tako uspostavljena komunikacija sa svijetom.
1992.g. Puštena u pogon vodovodna mreža.
1997.g. Puštena u pogon plinska mreža.
2007.g. Izgrađena nova škola
2009.g. Obnovljena Crkva sv. Matije apostola

### STARI PERKOVCI
Prvi pisani spomeni imena Starih Perkovaca sežu u sredinu 13. stoljeća, no, povjesničari i arheolozi tvrde kako su ljudi na mjestu gdje se danas nalaze Stari Perkovci živjeli i mnogo ranije još tamo u mlađem kamenom dobu - neolitiku, a dokaz za to su arheološka nalazišta u blizini današnje lokacije sela; Dobrevo iz brončanog doba, Mijino selo iz Mlađeg kamenog doba i Tuleg Sopotska kultura. Prvi spomen imena Perkovci je sredinom 13. stoljeća, a selo se spominje kao jedno od mjesta župe Dragotin. Sve do sredine 18. stoljeća postojali su samo jedni Perkovci i to u sklopu Vojne krajine. Sredinom 18. stoljeća nekoliko je obitelji, zbog toga sto više nisu htjeli biti krajišnici, preselilo nekoliko kilometara dalje izvan granica Vojne krajine i tu osnovalo Nove Perkovce. Nakon raspada župe Dragotin Perkovci postaju dio župe Donji Andrijevci, a tako je i danas.
Danas Stari Perkovci imaju oko 1300 satanovnika, a geografski polozaj sela uvjetovao je i nacin zivota ljudi, pa je i danas osnovna gospodarska djelatnost - poljoprivreda. No, pored poljoprivrede sve više ljudi, mahom onih mlađih se zapošljava u industriji obližnjeg županijskog središta Slavonskog Broda, ali i Đakova. Perkovčani su poznati kao izrazito hrvatski orijentirano selo, pa se tako ponose da je prva pobuna protiv velikosrpskog rezima Kraljevine Jugoslavije u ovom kraju sredinom 30.-tih godina ovog stoljeća započela upravo u Perkovcima, a nakon ubojstva seljaka Pave Birtica uslijedile su Sibinjske i Vrbske žrtve. Svoje hrvatstvo Perkovčani su posebno dokazali za vrijeme demokratskih promjena u Hrvatskoj, jer je prvi ogranak HDZ-a u Brodsko-posavskoj zupaniji, a treći u Slavoniji osnovan upravo u Starim Perkovcima u prosincu 1989. godine. Za vrijeme Domovinskog rata gotovo svi Perkovčani od 17 do 50 godina su bili u postrojbama Zbora narodne garde i Hrvatske vojske, a 12 momaka je svoje zivote ugradilo u temelje Hrvatske države.
Unatoč ratu i ratnom okruženju Perkovčani su gradili svoje selo, pa je tako u jeku najžešćih borbi otvoren i novi Dom kulture, a odmah po uspostavi slobodne Hrvatske države Perkovčani su u park ispred škole napokon smjeli postaviti 20 godina brižno čuvanu bistu Stjepana Radića, koju je selu poklonio jedan od najvecih hrvatskih kipara Antun Augustincic, a koju komunistički rezim prije nije dao postaviti.
Nedavno su izgrađena i otvorena dva potpuno nova nogometna igralista sagrađena po najvišim standardima, a nogometni klub Slavonac je u protekle tri godine napravio pothvat vrijedan divljenja, jer je u tri razlicita stupnja natjecanja osvajao naslove prvaka, a cak 26 mjeseci nije dozivio poraz. Osim toga nogometasi Slavonca su osvojili Zupanijski nogometni Kup i plasirali se medju 32 najbolje hrvatske momcadi kao klub s najnizim reikingom u povijesti gdje se sastao s najboljim hrvatskim klubom Croatiom iz Zagreba. Osim nogometnim klubom Perkovcani se jako ponose i svojim KUD-om Ravnicom koja se ubraja u najbolja kulturno umjetnicka drustva u Brodsko-posavskoj zupaniji.

## Gospodarstvo
Prostor Općine pruža danas široke gospodarske i druge mogućnosti. U sva tri naselja je razvijena trgovačka i ugostiteljska mreža. Naselja raspolažu vatrogasnom, zdravstvenom i veterinarskom zaštitom. 19. siječnja 2002.g. je otvorena Tvornica za preradu sušenog voća i povrća - SUŠIONICA d.o.o.
Tradicionalna kuhinja ovog podneblja, veliki potencijali u lovstvu u sva tri naselja, blizina rijeke Biđa s rekreativnim ribolovom, športsko-rekreacijske zone "Dobrevo" u Perkovcima i "Ciglana" u Vrpolju, pretpostavke su razvoja turizma na području Općine, uz sve već navedeno.

## Poznate osobe
- Ilija Okrugić, kapelan u Vrpolju 1860-ih[5]
- Ivan Meštrović, rođen u Vrpolju 15. kolovoza 1883.
- Josip Matasović, rođen u Vrpolju 18. kolovoza 1892.

## Kultura
- Spomen galerija Ivana Meštrovića

- KUD "Ivan Meštrović"
- Gitarijada u Vrpolju

## Šport
- Ribolov
- Nogomet:
  - NK Sloga Vrpolje, Vrpolje, 3. ŽNL Brodsko-posavska (2008./09.)
  - NK Mladost Čajkovci, Čajkovci, 2. ŽNL Brodsko-posavska (2008./09.)
  - NK Slavonac Stari Perkovci, Stari Perkovci, 4. u 2. HNL 2008./09.
- Rukomet-Rukometni klub "Vrpolje" se tamiči u sezoni 2007/2008. u 1.HMKRL-sjever kadeti, seniori su prvaci županijske lige Brodsko-posavske županije, a kadeti i mlađi kadeti u 1. i 2. županijskoj ligi Osječko-baranjske županije.
- Taekwondo

## Vanjske poveznice
- Službene stranice Općine Vrpolje